# Teramo Calcio 2006-2007
Questa pagina raccoglie le informazioni riguardanti il Teramo Calcio nelle competizioni ufficiali della stagione 2006-2007.

## Rosa
| N. |                    | Ruolo | Calciatore              |
| -- | ------------------ | ----- | ----------------------- |
|    | Italia (bandiera)  | A     | Giovanni Amodeo         |
|    | Italia (bandiera)  | C     | Fabio Andreulli         |
|    | Uruguay (bandiera) | A     | Daniel Baldi            |
|    | Camerun (bandiera) | C     | Alain Bono              |
|    | Italia (bandiera)  | C     | Paolo Capodaglio        |
|    | Italia (bandiera)  | D     | Pietro Cascone          |
|    | Italia (bandiera)  | C     | Pasquale Catalano       |
|    | Italia (bandiera)  | C     | Edoardo Catinali        |
|    | Italia (bandiera)  | C     | Vanni Chiarotto         |
|    | Italia (bandiera)  | D     | Leo Criaco              |
|    | Italia (bandiera)  | C     | Girolampo D'Alessandro  |
|    | Italia (bandiera)  | C     | Francesco Favasuli      |
|    | Italia (bandiera)  | D     | Giacomo Filippi         |
|    | Italia (bandiera)  | D     | Vittorio Gargiulo       |
|    | Brasile (bandiera) | A     | Thiago Roberto Grizolli |

| N. |                      | Ruolo | Calciatore               |
| -- | -------------------- | ----- | ------------------------ |
|    | Italia (bandiera)    | C     | Fabio Levacovich         |
|    | Italia (bandiera)    | A     | Pasquale Luiso           |
|    | Italia (bandiera)    | C     | Daniel Alfredo Margarita |
|    | Belgio (bandiera)    | D     | Donovan Maury            |
|    | Italia (bandiera)    | D     | Vincenzo Migliaccio (I)  |
|    | Albania (bandiera)   | A     | Florian Myrtaj           |
|    | Italia (bandiera)    | A     | Gaetano Niscemi          |
|    | Italia (bandiera)    | P     | Marco Paoloni            |
|    | Slovenia (bandiera)  | C     | Marko Pokleda            |
|    | Italia (bandiera)    | D     | Alessandro Radi          |
|    | Italia (bandiera)    | A     | Stefano Romano           |
|    | Italia (bandiera)    | P     | Alessio Scarabottola     |
|    | Italia (bandiera)    | D     | Alberto Schettino        |
|    | Italia (bandiera)    | D     | Fabrizio Silvestri       |
|    | Argentina (bandiera) | A     | Federico Turienzo        |

## Risultati

### Campionato

#### Girone di andata
| 3 settembre 2006 1ª giornata | Ancona | 0 – 2 | Teramo |  |

| 10 settembre 2006 2ª giornata | Teramo | 1 – 0 | Juve Stabia |  |

| 17 settembre 2006 3ª giornata | Giulianova | 0 – 1 | Teramo |  |

| 24 settembre 2006 4ª giornata | Teramo | 0 – 0 | Perugia |  |

| 1º ottobre 2006 5ª giornata | Manfredonia | 3 – 1 | Teramo |  |

| 8 ottobre 2006 6ª giornata | Teramo | 2 – 1 | Salernitana |  |

| 15 ottobre 2006 7ª giornata | San Marino | 1 – 0 | Teramo |  |

| 22 ottobre 2006 8ª giornata | Teramo | 1 – 1 | Avellino |  |

| 29 ottobre 2006 9ª giornata | Martina | 2 – 0 | Teramo |  |

| 5 novembre 2006 10ª giornata | Teramo | 1 – 1 | Sambenedettese |  |

| 12 novembre 2006 11ª giornata | Gallipoli | 2 – 1 | Teramo |  |

| 19 novembre 2006 12ª giornata | Foggia | 2 – 0 | Teramo |  |

| 26 novembre 2006 13ª giornata | Teramo | 2 – 0 | Taranto |  |

| 3 dicembre 2006 14ª giornata | Lanciano | 2 – 1 | Teramo |  |

| 10 dicembre 2006 15ª giornata | Teramo | 2 – 1 | Cavese |  |

| 17 dicembre 2006 16ª giornata | Ravenna | 1 – 0 | Teramo |  |

| 23 dicembre 2006 17ª giornata | Teramo | 2 – 0 | Ternana |  |

#### Girone di ritorno
| 14 gennaio 2007 18ª giornata | Teramo | 1 – 1 | Ancona |  |

| 21 gennaio 2007 19ª giornata | Juve Stabia | 2 – 0 | Teramo |  |

| 28 gennaio 2007 20ª giornata | Teramo | 1 – 1 | Giulianova |  |

| 4 febbraio 2007 21ª giornata | Perugia | 4 – 2 | Teramo |  |

| 11 febbraio 2007 22ª giornata | Teramo | 2 – 3 | Manfredonia |  |

| 18 febbraio 2007 23ª giornata | Salernitana | 1 – 0 | Teramo |  |

| 25 febbraio 2007 24ª giornata | Teramo | 0 – 0 | San Marino |  |

| 4 marzo 2007 25ª giornata | Avellino | 2 – 0 | Teramo |  |

| 18 marzo 2007 26ª giornata | Teramo | 2 – 1 | Martina |  |

| 25 marzo 2007 27ª giornata | Sambenedettese | 2 – 0 | Teramo |  |

| 1º aprile 2007 28ª giornata | Teramo | 0 – 2 | Gallipoli |  |

| 7 aprile 2007 29ª giornata | Teramo | 2 – 1 | Foggia |  |

| 15 aprile 2007 30ª giornata | Taranto | 0 – 0 | Teramo |  |

| 22 aprile 2007 31ª giornata | Teramo | 0 – 0 | Lanciano |  |

| 29 aprile 2007 32ª giornata | Cavese | 0 – 0 | Teramo |  |

| 6 maggio 2007 33ª giornata | Teramo | 0 – 0 | Ravenna |  |

| 13 maggio 2007 34ª giornata | Ternana | 2 – 0 | Teramo |  |